# Acta Palaeontologica Polonica
Acta Palaeontologica Polonica — международный рецензируемый научный журнал. Основан в 1956 году. С момента основания Романом Козловским  в содержании журнала были представлены различные течения современной палеонтологии, особенно те, которые уходят корнями в биологически ориентированную палеонтологию, область, которую он помог создать. Журнал освещает вопросы палеонтологии и палеобиологии, издается институтом палеобиологии имя Р. Козловского ( Instytut Paleobiologii im. Romana Kozłowskiego) Польской академии наук . Включён в Journal Citation Reports, выходит ежеквартально.
Большинство статей опубликовано на английском языке, хотя некоторые работы были опубликованы на польском и французском языках. Материалы публикуются в форме статей, кратких отчетов, дискуссий или рецензий на статьи/книги. Все статьи доступны в формате PDF, многие также имеют резюме на польском языке. Статьям, опубликованным с 2008 года, присваивается собственный цифровой идентификатор DOI, и они доступны на веб-сайте издателя и в BioOne. Acta Palaeontologica Polonica индексируется в AGRO Poznan, Biological Abstracts, BIOSIS Previews, Current Contents/Physical, Chemical and Earth Sciences, Geological Abstracts, GeoRef, Index Copernicus, Petroleum Abstracts, ВИНИТИ РАН, расширенном индексе научного цитирования, SciSearch, Scopus, Zoological Record.
Журнал рефератируется и индексируется в Scopus и Web of Science. Согласно «Journal Citation Reports», импакт-фактор журнала за 2020 год составлял 2,062.